# Miljevci (Nova Bukovica)
Miljevci is een plaats in de gemeente Nova Bukovica in de Kroatische provincie Virovitica-Podravina. De plaats telt 352 inwoners (2001).